# حسني المقدادي
حسني عبد الرحيم المقدادي (1902 – 1994) مفكر وصحفي ومؤلف وكاتب وتربوي فلسطيني، وُلِدَ في مدينة طولكرم الفلسطينية، وهو مؤسس "المجلة الزراعية العربية"، وكان أحد أبرز الكتاب والصحفيين والمفكرين في فلسطين خلال فترة الانتداب البريطاني قبل النكبة عام 1948.

## سيرته
وُلِدَ حسني عبد الرحيم المقدادي في مدينة طولكرم عام 1902. أنهى تعليمه الابتدائي والثانوي في بلده طولكرم، ثم واصل تعليمه في القدس، وعمل في دائرة المساحة في حكومة فلسطين الانتدابية، وعمل في مدينتي غزة ويافا.
تخصص في علوم الزراعة في فرنسا، ثم عين مديرًا لمدرسة خضوري الزراعية في طولكرم، كما أسس أول مدرسة مسائية في فلسطين لمكافحة الأميّة، ونَشِطَ في مجال التوعية الاقتصادية والزراعية.
اشترك عام 1945 مع مجموعة من المثقفين من خريجي الجامعة الأمريكية في بيروت بتأسيس "النادي العربي" وهو النادي الذي عُرِفَ بِنشاطه الثقافي والوطني البارز، كما أصدر المقدادي عام 1946 أول مجلة زراعية فنية عُرِفت باسم "المجلة الزراعية العربية"، وتولى تحرير "مجلة الشجرة".
كان عام 1946 عضوًا في اللجنة الاستشارية العربية لدائرة الإحصاءات العامة في حكومة فلسطين الانتدابية، وهي اللجنة التي ضمت في عضويتها إلى جانب المقدادي كُلٍ من أحمد الشقيري وعبد الحميد ياسين وأنطون عطا الله وخليل البديري وآخرين.
كان المقدادي أحد أبرز الكتاب والمفكرين والصحفيين في فلسطين خلال فترة الانتداب البريطاني، وعلى إثر حرب النكبة عام 1948 فقد اضطر لمغادرة فلسطين متوجهًا إلى بيروت التي بقي فيها حتى وفاته عام 1994.

## مؤلفاته وأعماله المنشورة
للمقدادي العديد من المؤلفات والأعمال والمقالات المنشورة في الصحف الفلسطينية والعربية قبل عام 1948، ومنها:
- كتاب بعنوان "الأسمدة واستعمالها"، أصدره عام 1930، وهو مكون من 165 صفحة من القطع الصغير، وهو كتاب يشتمل على أبحاث في النبات والتربة والأسمدة وتركيبها واستعمالها.[8][1][4][9]

- مقالة علمية بعنوان "الإصلاح الاقتصادي في فلسطين"، ونشرتها صحيفة الجامعة العربية، بتاريخ 19 سبتمبر 1927.[1]

- بحث بعنوان "آثار العرب في زراعة الأندلس"، نشره في "مجلة المهندس الزراعي".[10]

- أصدر "المجلة الزراعية العربية"، عام 1946، وهي أول مجلة متخصصة في الشؤون والقضايا الزراعية.[1]

وغيرها العديد من المؤلفات والأعمال المنشورة.

## وفاته
تُوفي حسني المقدادي عام 1994 في بيروت عن عمرٍ يناهز حوالي 92 عامًا، ودُفِنَ فيها.